# Accademia della Crusca

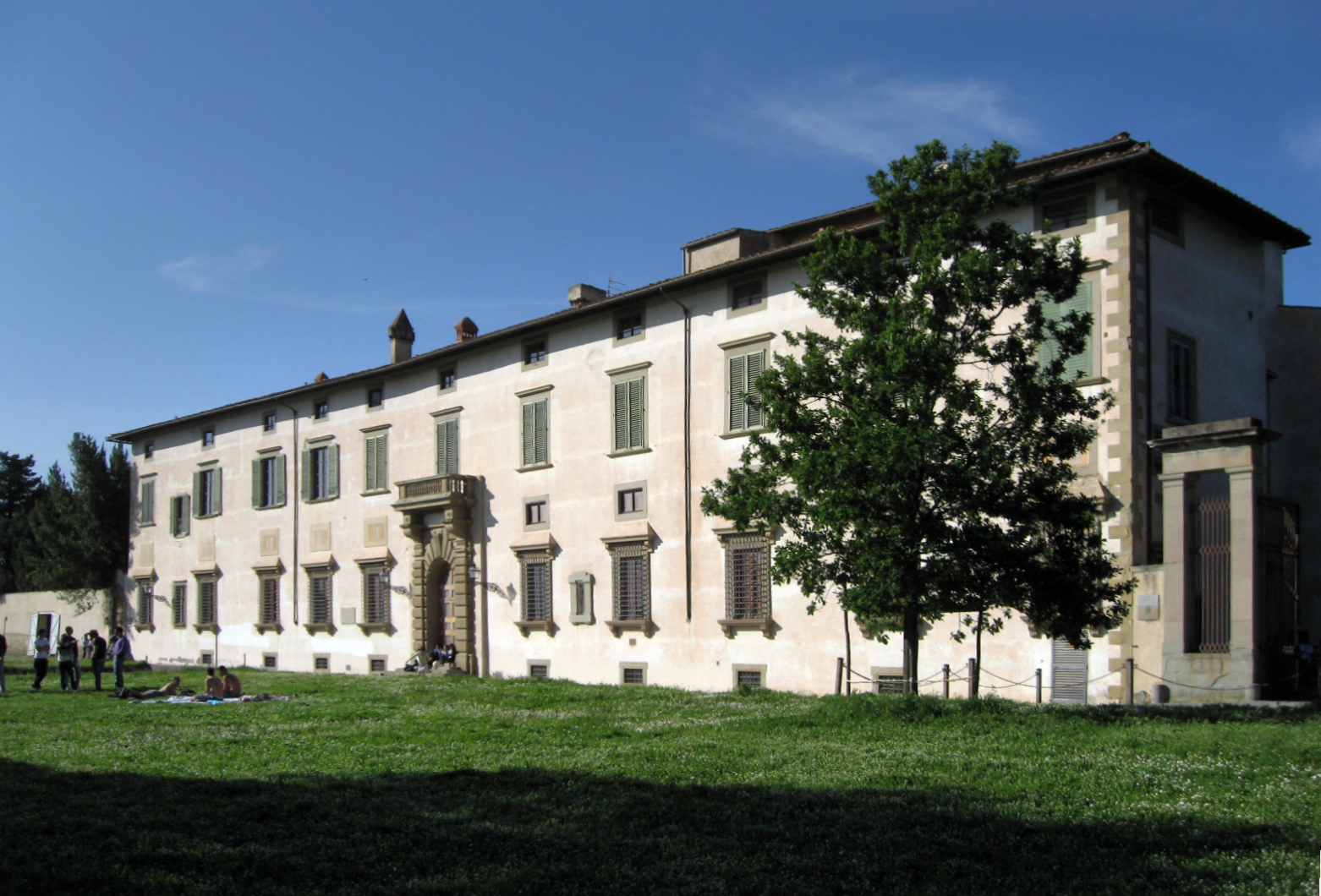
A Villa medicea di Castello, em Florença, sede da Crusca.

A Accademia della Crusca é a mais prestigiosa instituição linguística da Itália, reunindo estudiosos e especialistas em linguística e filologia italiana, e a mais antiga entre as academias em atividade no país. Faz parte da Federação Européia das Instituições Linguísticas Nacionais, cuja função é estabelecer uma diretriz comum de proteção às línguas oficiais.
Fundada em Florença, em 1583, a Crusca sempre se distinguiu por seu empenho em manter a pureza da língua italiana original, tendo publicado, já em 1612, a primeira edição do Vocabolario della língua italiana, que serviu como exemplo lexicográfico para as línguas francesa, espanhola, alemã e inglesa.
Nessa primeira edição, os autores mais explorados foram Dante (Divina Comédia), Boccaccio (Decameron) e Petrarca (Cancioneiro), no intuito de mostrar e conservar a beleza do fiorentino do Trecento, embora não fossem excluídos modelos não toscanos, principalmente Ariosto, e o recurso à língua falada (atestada nos comediógrafos), além da terminologia técnico-científica, da qual Cosmo I foi promotor.

## Origens
Os primórdios da Accademia della Crusca remontam à década de 1570-1580, com as reuniões de um grupo de amigos autodenominados "brigata dei crusconi". Ao escolher este nome, já manifestavam a vontade de se diferenciar da pedanteria da Accademia fiorentina, à qual contrapunham as cruscate (do toscano crusca: casca ou farelo do grão, especialmente de trigo), isto é, discursos brincalhões e conversas de pouca importância.
Entretanto, mesmo nesses primeiros anos, não estavam  completamente ausentes as preocupações literárias, acontecendo também discussões e leituras com algum compromisso cultural, voltadas particularmente às obras e autores vulgares.
Tradicionalmente são considerados fundadores da Crusca: Giovan Battista Deti, dito il Sollo ("o mole"); Anton Francesco Grazzini, il Lasca ("o peixe"); Bernardo Canigiani, il Gramolato ("o triturado"); Bernardo Zanchini, il Macerato ("o macerado"); Bastiano de’ Rossi, l’Inferigno ("o pão de farelo"), aos quais, em outubro de 1582, juntou-se  Lionardo Salviati, l’Infarinato ("o enfarinhado"), que deu um impulso decisivo para a transformação dos objetivos da academia, indicando o papel normativo que a partir daí assumiria.
Salviati também deu novo significado ao nome Crusca, criando uma simbologia e atribuindo à academia a finalidade de separar a flor de farinha - isto é boa língua, segundo o modelo preconizado por Pietro Bembo, em 1525 - da casca (crusca).  Salviati retomou o modelo de Bembo que previa o primado do florentino vulgar, cujo modelo eram os autores do Trecento.
A primeira assembléia, quando começaram a ser discutidos os estatutos, aconteceu em 25 de janeiro de 1583, porém a cerimônia de inauguração da academia só aconteceu dois anos depois, em 25 de março de 1585. Em 1589, ano da morte de Salviati, foram instituídos a estrutura organizacional da academia, os cargos e respectivas atribuições.
Em 1590 foi escolhido como símbolo da academia, o frullone, peneira usada para separar a flor de farinha da casca. Como mote, adotou o verso de Petrarca "il più bel fior ne coglie", no sentido de escolher a fina flor da língua.
Convencionou-se também que todos os objetos e a mobília da Accademia deveriam ter nomes alusivos ao trigo, à casca do grão, ao pão, inclusive os brasões pessoais dos acadêmicos,  tábuas de madeira nas quais era pintada uma imagem simbólica acompanhada do nome do acadêmico e o lema escolhido.

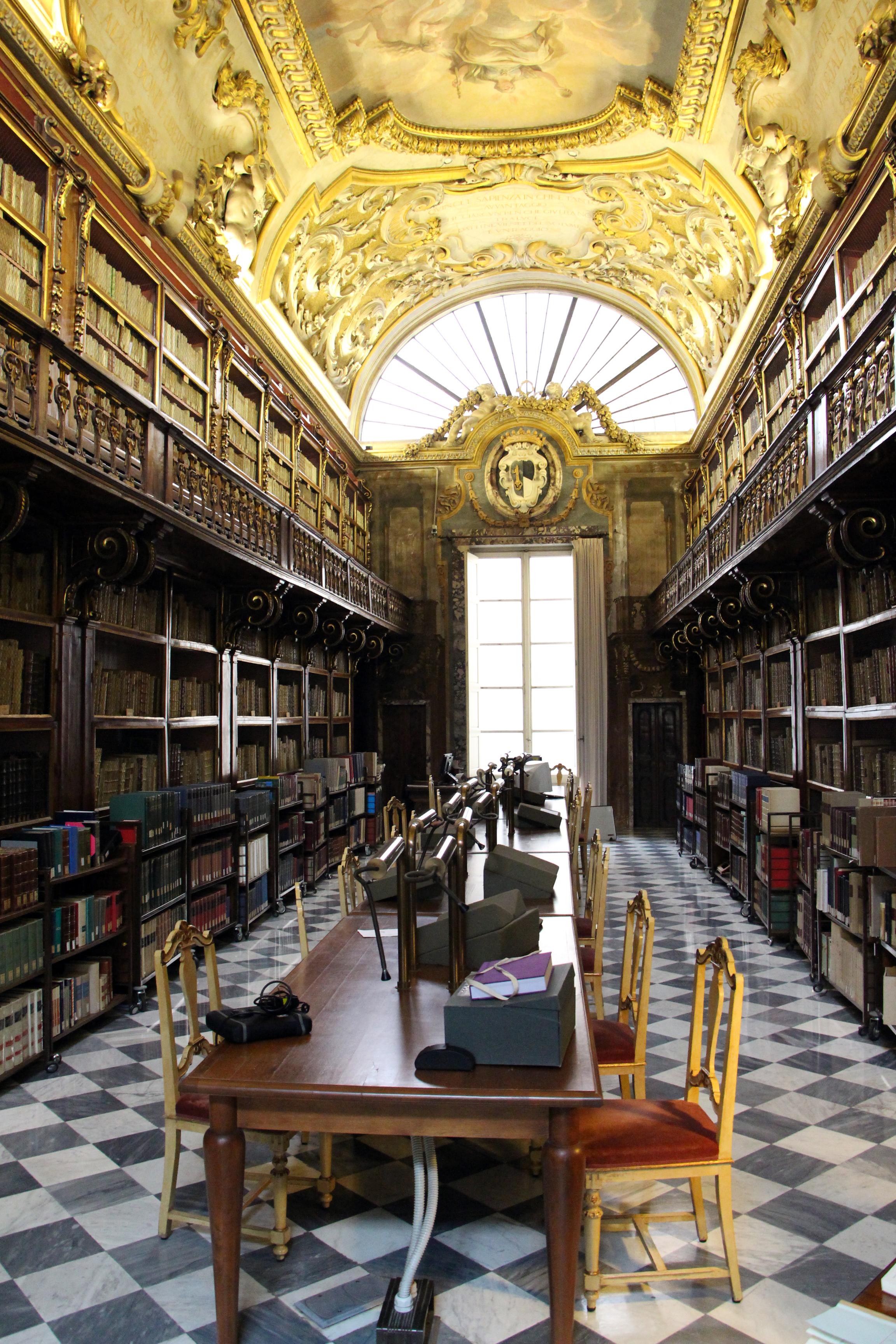
Sala de leitura da Biblioteca Riccardiana, propriedade da Accademia della Crusca.